# 洛斯帕蒂奧斯
洛斯帕蒂奧斯是哥倫比亞的城鎮，位於該國東北部，由北桑坦德省負責管轄，始建於1985年12月10日，面積133平方公里，海拔高度410米，2005年人口67,441。
7°50′N 72°31′W / 7.833°N 72.517°W